# La Chèze
La Chèze település Franciaországban, Côtes-d’Armor megyében. Lakosainak száma 572 fő (2022. január 1.). La Chèze Bréhan, Saint-Barnabé, Plémet és Plumieux községekkel határos.

## Népesség
A település népességének változása:
| Lakosok száma | 587  | 571  | 569  | 616  | 569  | 570  | 563  | 560  | 561  | 572  |
|               | 1968 | 1982 | 1999 | 2006 | 2011 | 2015 | 2017 | 2018 | 2020 | 2022 |